# Ніколайчук Володимир Григорович
Володимир Григорович Ніколайчук (нар. 29 квітня 1975) — український плавець, чемпіон Європи, призер чемпіонатів світу та Європи на короткій воді, учасник Олімпійських ігор 1996, 2000 та 2004 років.

## Результати
| Рік  | Змагання                          | Місце проведення     | 50 м на спині | 50 м на спині | 100 м на спині | 100 м на спині | 200 м на спині | 200 м на спині | 4×100 м комплексом | 4×100 м комплексом | 4×200 м вільним стилем | 4×200 м вільним стилем |
| Рік  | Змагання                          | Місце проведення     | Час           | Місце         | Час            | Місце          | Час            | Місце          | Час                | Місце              | Час                    | Місце                  |
| ---- | --------------------------------- | -------------------- | ------------- | ------------- | -------------- | -------------- | -------------- | -------------- | ------------------ | ------------------ | ---------------------- | ---------------------- |
| 1994 | Чемпіонат світу                   | Рим, Італія          | Н/Д           | Н/Д           | 57.59          | 20             | 2:04.14        | 24             | 3:47.43            | 11                 | Н/Д                    | Н/Д                    |
| 1996 | Олімпійські ігри                  | Атланта, США         | Н/Д           | Н/Д           | 56.71          | 19             | Н/Д            | Н/Д            | 3:42.29            | 9                  | Н/Д                    | Н/Д                    |
| 1999 | Чемпіонат Європи                  | Стамбул, Туреччина   | Н/Д           | Н/Д           | Н/Д            | Н/Д            | 2:01.18        | 5              | Н/Д                | Н/Д                | Н/Д                    | Н/Д                    |
| 2000 | Чемпіонат світу на короткій воді  | Москва, Росія        | Н/Д           | Н/Д           | 53.46          | 5              | 1:55.33        | 3              | Н/Д                | Н/Д                | Н/Д                    | Н/Д                    |
| 2000 | Чемпіонат Європи                  | Афіни, Греція        | Н/Д           | Н/Д           | 55.64          | 2              | 2:00.93        | 4              | 3:40.91            | 3                  | Н/Д                    | Н/Д                    |
| 2000 | Олімпійські ігри                  | Сідней, Австралія    | Н/Д           | Н/Д           | 56.71          | 26             | 2:02.27        | 15             | 3:41.05            | 11                 | Н/Д                    | Н/Д                    |
| 2000 | Чемпіонат Європи на короткій воді | Валенсія, Іспанія    | Н/Д           | Н/Д           | 53.85          | 6              | 1:57.50        | 7              | 1:37.48            | 2                  | Н/Д                    | Н/Д                    |
| 2002 | Чемпіонат світу на короткій воді  | Москва, Росія        | Н/Д           | Н/Д           | 53.29          | 12             | 1:55.44        | 8              | Н/Д                | Н/Д                | 7:14.38                | 6                      |
| 2002 | Чемпіонат Європи                  | Берлін, Німеччина    | Н/Д           | Н/Д           | 55.84          | 12             | 2:01.10        | 11             | 3:37.11            | 4                  | Н/Д                    | Н/Д                    |
| 2003 | Чемпіонат світу                   | Барселона, Іспанія   | Н/Д           | Н/Д           | 56.14          | 27             | 2:01.35        | 20             | 3:37.28            | 6                  | Н/Д                    | Н/Д                    |
| 2003 | Універсіада                       | Тегу, Південна Корея | 26.20         | 7             | 55.70          | 3              | Н/Д            | Н/Д            | 3:37.46            | 1                  | Н/Д                    | Н/Д                    |
| 2004 | Чемпіонат Європи                  | Мадрид, Іспанія      | Н/Д           | Н/Д           | 56.86          | 14             | 2:03.36        | 12             | 3:37.14            | 1                  | Н/Д                    | Н/Д                    |
| 2004 | Олімпійські ігри                  | Афіни, Греція        | Н/Д           | Н/Д           | 56.62          | 27             | 2:03.21        | 25             | Н/Д                | Н/Д                | Н/Д                    | Н/Д                    |
| 2005 | Чемпіонат Європи на короткій воді | Трієст, Італія       | 25.44         | 24            | 53.66          | 13             | Н/Д            | Н/Д            | Н/Д                | Н/Д                | Н/Д                    | Н/Д                    |
| 2006 | Чемпіонат Європи                  | Будапешт, Угорщина   | 27.23         | 31            | 57.02          | 28             | 2:03.35        | 18             | Н/Д                | Н/Д                | Н/Д                    | Н/Д                    |